# Штимгорн

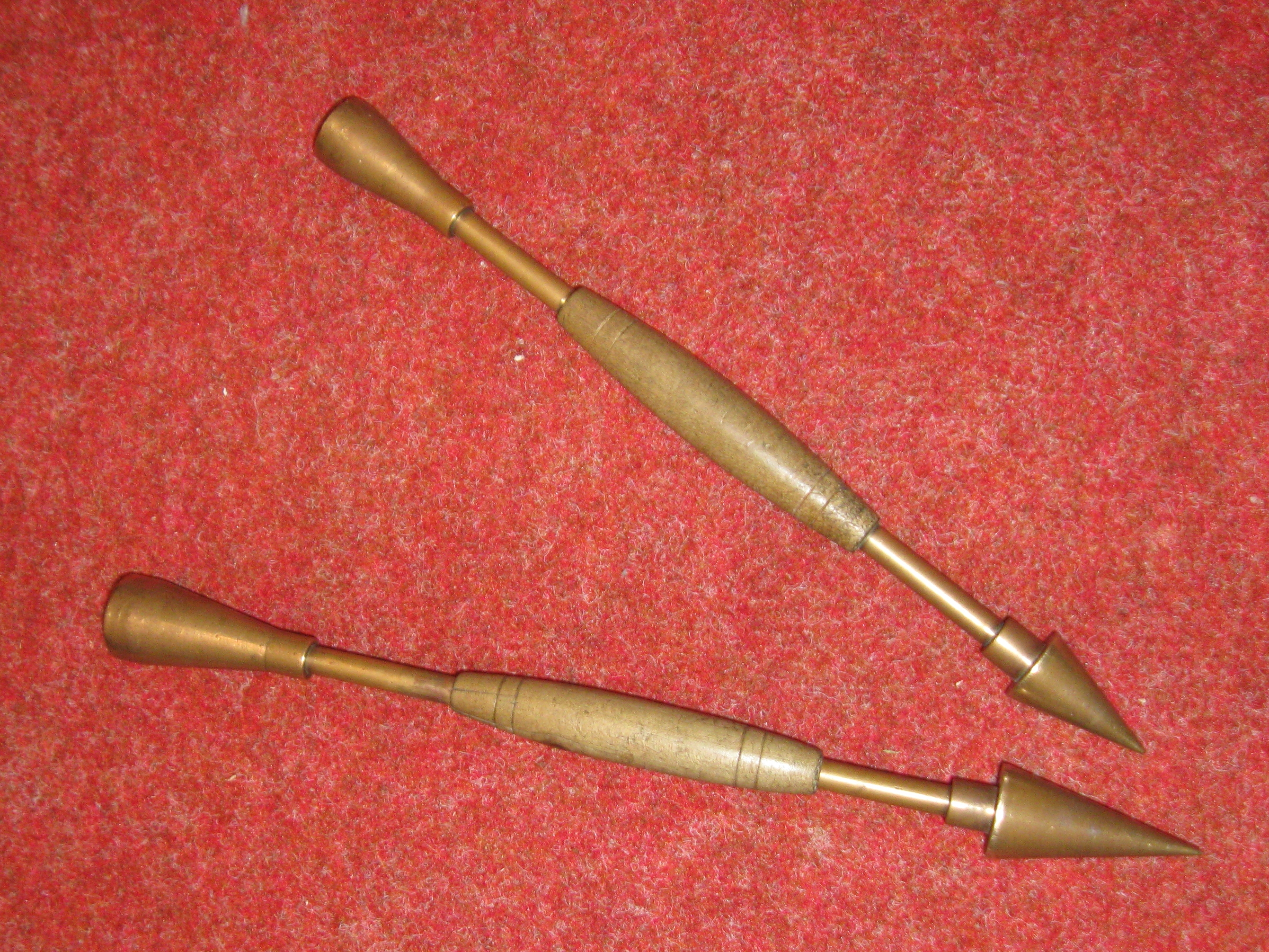
Штимгорны

Штимго́рн (нем. Stimmhorn, букв. «настроечный рог»), также штиммхо́рн — инструмент для настройки малых открытых лабиальных металлических труб органа. Представляет собой металлический стержень (обычно обитый деревянной рукояткой), на одном конце которого находится круглый конусообразный клин, на другом — коническая чашка. С помощью клина развальцовывают открытый конец трубы, с помощью чашки — завальцовывают. Пара немецких глаголов, описывающих эти манипуляции штимгорном — ausreiben и einreiben соответственно (см. w:de:Orgel-Glossar), либо austreiben и eintreiben (например, у А. Веркмейстера). Производимая таким образом небольшая деформация краёв открытого конца трубы изменяет геометрию её внутреннего пространства (прежде всего уменьшается или увеличивается длина звучащего воздушного столба в трубе), за счёт чего достигается повышение (при расширении конца трубы) или понижение (при сужении) высоты её звучания.
Штимгорны, предназначенные для настройки самых маленьких труб, иногда изготовляются в виде корпусов молотков (предназначенных для насадки на рукоять). Такой инструмент называется «штимгорн-хаммер» (нем. Stimmhornhammer), штимгорн-молоток: его бойками служат клин и чашка штимгорна.
В книгах по органостроению графические символы концов штимгорна использовались для обозначения повышения или понижения высоты звука при описании способов настройки:
v (конус-клин) — повышение высоты (или расширение интервала);
^ (чашка) — понижение высоты (или сужение интервала).
Такие символы, в частности, использованы А. Веркмейстером в первом издании его труда «Испытание органа» («Orgel-Probe, oder Kurtze Beschreibung…», 1681) в описании изобретенных им двух хороших («истинных») темпераций.